# بینده (آلمان)
بینده (به آلمانی: Binde) یک منطقهٔ مسکونی در آلمان است که در ارندزی واقع شده‌است. بینده ۳۷۱ نفر جمعیت دارد.